# 1058
1058 (MLVIII) var ett normalår som började en torsdag i den julianska kalendern.

## Händelser

### Mars
- 17 mars – Den skotske kungen Lulach blir mördad av tronpretendenten Malkolm III, som nu utropar sig till ny kung av Skottland. Denne hävdar sin rätt till kungamakten genom att hans far Duncan I tidigare var kung, men blev dödad av Lulachs far Macbeth.

### April
- 5 april – Benedictus X utses till motpåve.

### December
- 6 december – Sedan Stefan IX har avlidit den 29 mars väljs Gérard av Burgund till påve och tar namnet Nicolaus II.

## Födda
- Balduin I av Jerusalem, kung av Jerusalem
- Bohemund I av Antiokia, furste av Taranto och Antiochia
- Synadene, drottning av Ungern
- Theodora Anna Doukaina Selvo, venetiansk dogaressa

## Avlidna
- 5 mars – Ermesinde av Carcassonne, grevinna och regent av Barcelona
- 17 mars – Lulach, kung av Skottland sedan 1057
- 29 mars – Stefan IX, född Frederick av Lothringen, påve sedan 1057